# Mate Kapović
Mate Kapović (* 5. August 1981 in Zagreb) ist ein kroatischer Sprachwissenschaftler und Kroatist.

## Leben
Er studierte Kroatistik und Linguistik an der Philosophischen Fakultät der Universität Zagreb. Er absolvierte 2003 und seit 2004 lehrt er an derselben Universität. 2007 promovierte er an der Philosophischen Fakultät der Universität Zadar (Rekonstrukcija baltoslavenskih osobnih zamjenica s posebnim osvrtom na naglasak).
Er wurde 2010 zum Dozent an der Universität Zagreb und 2014 zum außerordentlichen Professor ernannt. An der Philosophischen Fakultät hält er Vorlesungen über allgemeine Phonologie, historisch-komparative Linguistik, Phonologie und indogermanische Morphologie. Seine wissenschaftlichen Interessen umfassen Akzentologie, Soziolinguistik, Dialektologie und Sprachpolitik.
Er ist Autor oder Mitautor der Bücher: Uvod u indoeuropsku lingvistiku: Pregled jezikâ i poredbena fonologija (2008), Čiji je jezik? (2011), Povijest hrvatske akcentuacije: Fonetika (2015), Jeziku je svejedno (2019). Er hat eine Reihe von Artikeln in kroatischen und ausländischen Zeitschriften verfasst. Er beschäftigt sich mit der Kritik des Sprachpurismus und des Präskriptivismus. Er ist der Initiator der jährlichen internationalen Konferenz International Workshop on Balto-Slavic Accentology (IWoBA).

## Veröffentlichungen (Auswahl)
- Uvod u indoeuropsku lingvistiku: Pregled jezikâ i poredbena fonologija (2008)
- O „pravilnosti” u jeziku (2009)
- Čiji je jezik? (2011)
- Language, ideology, and politics in Croatia (2011)
- Ogledi o kapitalizmu i demokraciji (2015)
- Povijest hrvatske akcentuacije: Fonetika (2016)
- O preskripciji i preskriptivizmu u Hrvatskoj (Mitautor, 2016)[7]
- The Indo-European Languages (Herausgeber der 2. Auflage, 2017)
- Jeziku je svejedno (Mitautor, 2019)[5][7]